# William Weekes Fowler

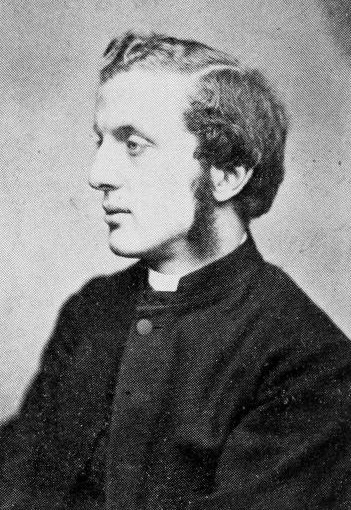
William Weekes Fowler

William Weekes Fowler (* Januar 1849 in Tavistock; † 3. Juni 1923 in der Sakristei seiner Pfarrkirche in Earley, Reading/Wokingham Urban Area) war ein britischer Geistlicher und Entomologe.

## Leben
Er war der Sohn von Hugh Fowler, Vikar von Barnwood in Gloucestershire, und ging auf die Rugby School. Er studierte in Oxford am Jesus College (Abschlüsse M.A., D.Sc.), wurde 1873 Lehrer (Master) an einer Schule in Repton (Derbyshire) und wurde 1875 ordiniert. 1880 wurde er Schulleiter (Headmaster) der Lincoln Grammar School. Später war er wieder als Pfarrer beschäftigt, zunächst drei Jahre als Rektor in Rotherfield Peppard bei Henley-on-Thames und ab 1904 als Vikar in St. Peters in Earley, in Reading. 1907 war er Präsident der Headmasters Association. Er war Kanoniker (Canon) der Kathedrale von Lincoln (ab 1887).
Als Entomologe befasste er sich zunächst mit Schmetterlingen und dann hauptsächlich mit Käfern. Er schrieb eine Monographie über die Käfer von Großbritannien.
1906/7 war er Vizepräsident der Linnean Society of London. Er war zehn Jahre Sekretär der Royal Entomological Society, bevor er 1901 deren Präsident wurde. 38 Jahre lang war er einer der Herausgeber des Entomologist´´s Monthly Magazine. 1893 veröffentlichte er einen Katalog britischer Käfer mit  David Sharp. Außerdem verfasste er Teile der Schnabelkerfen (Hemiptera) im Sammelwerk Biologia Centrali-Americana.
Seine Sammlung ist überwiegend im Nottingham Natural History Museum.
Er war seit 1875 verheiratet und hatte zwei Söhne und zwei Töchter.

## Schriften
- The Coleoptera of the British Islands.  Descriptive Account of the Families, Genera, and Species Indigenous to Great Britain and Ireland, London: L. Reeve, Band 1 bis 5 erschien 1887 bis 1891, der Supplementband 6 1913, Band 1, Archive, Band 2, Archive,Band 3, Archive, Band 4, Archive, Band 5, Archive, Band 6, Archive
- Coleoptera, General Introduction, and Cicindelidae to Paussidae, in William Thomas Blanford, Arthur Everett Shipley (Hrsg.), The Fauna of British India, Including Ceylon and Burma, London, Taylor and Francis 1912, Archive
- Languriidae, in Philogène Wytsman (Hrsg.), Genera Insectorum, ab 1902